# Sony Ericsson Open 2012
Die Sony Ericsson Open Tennis 2012 waren ein Tennisturnier der WTA Tour 2012 für Damen und ein Tennisturnier der ATP World Tour 2012 für Herren in Miami, welche zeitgleich vom 19. bis zum 31. März 2013 in Miami, Florida stattfindet.
Bei den Herren konnte Novak Đoković den Titel verteidigen, bei den Damen konnte Wiktoryja Asaranka den Titel nicht verteidigen, er ging an Agnieszka Radwańska. Im Herrendoppel waren Mahesh Bhupathi und Leander Paes die Titelverteidiger, sie traten jedoch in diesem Jahr mit jeweils neuen Partnern an; Paes konnte an der Seite von Radek Štěpánek das Turnier neuerlich gewinnen. Im Damendoppel waren Daniela Hantuchová und Agnieszka Radwańska Titelverteidigerinnen, gewinnen konnten Marija Kirilenko und Nadja Petrowa.